# 모나 프리먼

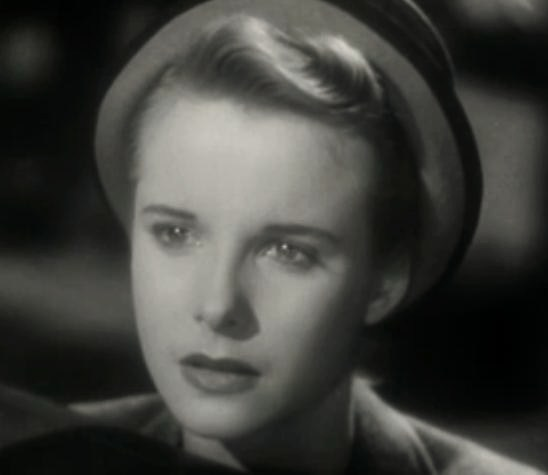

모나 프리먼(Mona Freeman, 1926년 6월 9일 ~ 2014년 5월 23일)는 미국의 배우, 화가, 텔레비전 배우, 영화배우이다.
볼티모어에서 태어났으며 베벌리힐스에서 사망하였다. 사인은 질병이다.  포리스트 론 메모리얼 파크에 매장되었다.

## 영화
- 페리 메이슨 (1957년)
- 허크 (1956년)
- 애욕과 전장 (1955년)
- 클라이막스! (1954년)
- 엔젤 페이스 (1953년)
- 점핑 잭스 (1952년)
- 사랑아 나는 통곡한다 (1949년)
- 버라이어티 걸 (1947년)
- 마더 워 타이츠 (1947년)
- 블랙 뷰티 (1946년)
- 히어 컴 더 웨이브스 (1944년)
- 녹원의 천사 (1944년)